# 드윙글루 1
드윙글루 1 은하(영어: Dwingeloo 1)는 카시오페이아자리에 위치한 지구에서 약 1,000만 광년 떨어진 막대나선은하이다.

## 발견 및 역사
1994년에 발견된 이 은하는 본래 회피대(Zone of Avoidance)에 위치해 있었고, 그래서 우리 은하에 의해 상당 부분이 가려져 있었다. 크기와 질량은 삼각형자리 은하(Triangulum Galaxy, Messier 33)와 비슷하다.

## 위성 은하
드윙글루 1 은하는 드윙글루 2 은하 및 MB 3 은하를 위성 은하로 가지고 있다.

## 소속 은하군
IC 342/마페이 2 은하군의 구성원 중 하나이다.

## 발견
드윙글루 1 은하는 1994년에, 21cm 복사를 이용하여 회피대(Zone of Avoidance)에 위치한 중성 수소 영역을 찾는 드윙글루 가림 은하 관측(DOGS)에서 발견되었다. 그곳에서 이 은하가 방출하는 빛은 우리 은하에 의해 거의 대부분이 차단되고 있었다.
그러나 이 은하는 이전에 팔로마 전천후 관측에 의해 같은 해 처음 기록되었으나, DOGS 관측만큼이나 그렇게 크게 인식되지는 않았다. 이 은하는 이후에 다른 천문학자 팀에 의해 에펠스베르그 100미터 전파 망원경으로 발견되었다.
드윙글루 1 은하가 발견된 후, 이 은하는 막대 나선 은하로 분류되었다. 거리는 대략 300만 파섹(약 1,000만 광년) 가량이며 그 크기와 지름은 삼각형자리 은하에 맞먹는다.
이 은하는 DOGS가 네덜란드 소재 드윙글루 전파 천문대에 있는 25m 전파 망원경을 이용하여 처음 발견된 후 "드윙글루 1 은하"로 명명되었다.

## 거리 및 은하군 구성원
드윙글루 1 은하는 대부분이 가려져 있기 때문에, 거리 결정에 큰 문제를 일으킨다. 처음 추측은 툴리-피셔 관계에 기반하여 300만 파섹 정도로 예측되었다. 이 값은 이후 약 350만~400만 파섹으로 약 16.7~25% 증가하였다.
1999년 이 은하의 거리가 약 500만 파섹 이상이라는 추정값이 있었는데, 이는 적외선 툴리-피셔 관계에 기반한 값이다. 2011년 현재 이 은하의 거리의 가장 정확한 근삿값은 IC 342-마페이 은하군의 구성원인 점으로 볼 때 약 300만 파섹이라는 값이다.
드윙글루 1 은하는 2개의 위성 은하를 가지고 있고, IC 342-마페이 은하군의 구성원이다.

## 같이 보기
- 드윙글루 2
- 마페이 1
- 마페이 2
- IC 342

## 참고 문헌
1. 1 2 3 4 5  “NASA/IPAC Extragalactic Database”. 《Results for Dwingeloo 1》. 2006년 11월 21일에 확인함.
2. ↑  Burton, W.B.; Verheijen, M. A. W.; Kraan-Korteweg, R. C.; Henning, P. A. (1996). “Neutral hydrogen in the nearby galaxies Dwingeloo 1 and Dwingeloo 2”. 《Astronomy and Astrophysics》 309: 687–701. arXiv:astro-ph/9511020. Bibcode:1996A&A...309..687B.
3. 1 2 3 4  Karachentsev, I. D. (2005). “The Local Group and Other Neighboring Galaxy Groups”. 《The Astronomical Journal》 129: 178. arXiv:astro-ph/0410065. Bibcode:2005AJ....129..178K. doi:10.1086/426368.
4. ↑  Buta, R. J.; McCall, M. L. (1999). “The IC 342/Maffei Group Revealed”. 《The Astrophysical Journal Supplement Series》 124: 33. Bibcode:1999ApJS..124...33B. doi:10.1086/313255.
5. 1 2 3 4 5  Kraan-Korteweg, R. C.; Loan, A. J.; Burton, W. B.; Lahav, O.; Ferguson, H. C.; Henning, P. A.; Lynden-Bell, D. (1994). “Discovery of a nearby spiral galaxy behind the Milky Way”. 《Nature》 372 (6501): 77. doi:10.1038/372077a0.
6. ↑  Huchtmeier, W.K.; Lercher, G.; Seeberger, R.; Saurer, W.; Weinberger, R. (1995). “Two new possible members of the IC342-Maffei1/2 group of galaxies”. 《Astronomy and Astrophysics》 293L: L33–L36. Bibcode:1995A&A...293L..33H.
7. ↑  Loan, A.J.; Maddox, S. J.; Lahav, O.  et al. (1996). “Optical observations of Dwingeloo 1, a nearby barred spiral galaxy behind the Milky Way”. 《Monthly Notices of the Royal Astronomical Society》 280: 537–549. Bibcode:1996MNRAS.280..537L.
8. ↑  Ivanov, V. D.; Alonso-Herrero, A.; Rieke, M. J.; McCarthy, D. (1999). “An Infrared Determination of the Reddening and Distance to Dwingeloo 1”. 《The Astronomical Journal》 118 (2): 826. arXiv:astro-ph/9905152. Bibcode:1999AJ....118..826I. doi:10.1086/300986.